# Guus Dräger
Gustav Karl Dräger, detto Guus, (Amsterdam, 14 dicembre 1917 – 24 maggio 1989), è stato un calciatore olandese, di ruolo attaccante.

## Carriera

### Club
Guus Dräger, a livello di club, ha iniziato a giocare nelle file del DWS Amsterdam, per poi passare all'Ajax, dove è rimasto dal 1941 al 1951 vincendo un campionato e una KNVB beker. Ha chiuso la carriera al Stormvogels.

### Nazionale
Con la nazionale olandese ha giocato undici partite, segnando cinque goal. Ha esordito il 26 febbraio 1940 a Rotterdam contro l'Ungheria; ha giocato l'ultima partita il 14 marzo 1948 ad Anversa contro il Belgio. La prima rete è arrivata nella sua seconda partita in nazionale, contro il Belgio.
Nel 1948 fu selezionato come riserva per i Giochi olimpici di Londra, essendo una riserva non partì mai per il Regno Unito.

## Statistiche

### Cronologia presenze e reti in Nazionale
| Cronologia completa delle presenze e delle reti in nazionale ― Paesi Bassi | Cronologia completa delle presenze e delle reti in nazionale ― Paesi Bassi | Cronologia completa delle presenze e delle reti in nazionale ― Paesi Bassi | Cronologia completa delle presenze e delle reti in nazionale ― Paesi Bassi | Cronologia completa delle presenze e delle reti in nazionale ― Paesi Bassi | Cronologia completa delle presenze e delle reti in nazionale ― Paesi Bassi | Cronologia completa delle presenze e delle reti in nazionale ― Paesi Bassi | Cronologia completa delle presenze e delle reti in nazionale ― Paesi Bassi |
| Data                                                                       | Città                                                                      | In casa                                                                    | Risultato                                                                  | Ospiti                                                                     | Competizione                                                               | Reti                                                                       | Note                                                                       |
| -------------------------------------------------------------------------- | -------------------------------------------------------------------------- | -------------------------------------------------------------------------- | -------------------------------------------------------------------------- | -------------------------------------------------------------------------- | -------------------------------------------------------------------------- | -------------------------------------------------------------------------- | -------------------------------------------------------------------------- |
| 26-2-1939                                                                  | Rotterdam                                                                  | Paesi Bassi                                                                | 3 – 2                                                                      | Ungheria                                                                   | Amichevole                                                                 | -                                                                          |                                                                            |
| 19-3-1939                                                                  | Anversa                                                                    | Belgio                                                                     | 5 – 4                                                                      | Paesi Bassi                                                                | Amichevole                                                                 | 1                                                                          |                                                                            |
| 23-4-1939                                                                  | Amsterdam                                                                  | Paesi Bassi                                                                | 3 – 2                                                                      | Belgio                                                                     | Amichevole                                                                 | 1                                                                          |                                                                            |
| 7-5-1939                                                                   | Berna                                                                      | Svizzera                                                                   | 2 – 1                                                                      | Paesi Bassi                                                                | Amichevole                                                                 | -                                                                          |                                                                            |
| 17-3-1940                                                                  | Anversa                                                                    | Belgio                                                                     | 7 – 1                                                                      | Paesi Bassi                                                                | Amichevole                                                                 | -                                                                          |                                                                            |
| 31-3-1940                                                                  | Rotterdam                                                                  | Paesi Bassi                                                                | 4 – 5                                                                      | Lussemburgo                                                                | Amichevole                                                                 | -                                                                          |                                                                            |
| 12-5-1946                                                                  | Amsterdam                                                                  | Paesi Bassi                                                                | 6 – 3                                                                      | Belgio                                                                     | Amichevole                                                                 | 1                                                                          | 38’                                                                        |
| 30-5-1946                                                                  | Anversa                                                                    | Belgio                                                                     | 2 – 2                                                                      | Paesi Bassi                                                                | Amichevole                                                                 | -                                                                          |                                                                            |
| 27-11-1946                                                                 | Huddersfield                                                               | Inghilterra                                                                | 8 – 2                                                                      | Paesi Bassi                                                                | Amichevole                                                                 | -                                                                          |                                                                            |
| 4-5-1947                                                                   | Anversa                                                                    | Belgio                                                                     | 1 – 2                                                                      | Paesi Bassi                                                                | Amichevole                                                                 | 1                                                                          |                                                                            |
| 26-5-1947                                                                  | Parigi                                                                     | Francia                                                                    | 4 – 0                                                                      | Paesi Bassi                                                                | Amichevole                                                                 | -                                                                          |                                                                            |
| 21-9-1947                                                                  | Amsterdam                                                                  | Paesi Bassi                                                                | 6 – 2                                                                      | Svizzera                                                                   | Amichevole                                                                 | 1                                                                          |                                                                            |
| 14-3-1948                                                                  | Anversa                                                                    | Belgio                                                                     | 1 – 1                                                                      | Paesi Bassi                                                                | Amichevole                                                                 | -                                                                          |                                                                            |
| Totale                                                                     |                                                                            | Presenze                                                                   | 13                                                                         |                                                                            | Reti                                                                       | 5                                                                          |                                                                            |

## Palmarès
- Campionato olandese: 1

Ajax: 1946-1947
- KNVB beker: 1

Ajax: 1942-1943